# Dolichopus grunini
Dolichopus grunini är en tvåvingeart som beskrevs av Smirnov 1948. Dolichopus grunini ingår i släktet Dolichopus och familjen styltflugor. Inga underarter finns listade i Catalogue of Life.